# Chung Jae-Hee
Chung Jae-Hee (en coreano: 정재희; Busan, 4 de marzo de 1978) es una deportista surcoreana que compitió en bádminton. Ganó una medalla de plata en el Campeonato Mundial de Bádminton de 1999 en la prueba de dobles.

## Palmarés internacional
| Campeonato Mundial | Campeonato Mundial     | Campeonato Mundial | Campeonato Mundial |
| Año                | Lugar                  | Medalla            | Prueba             |
| ------------------ | ---------------------- | ------------------ | ------------------ |
| 1999               | Copenhague (Dinamarca) | Medalla de plata   | Dobles             |